# Маслена живопис
Маслената живопис е процес на рисуване с пигменти и масло като свързващо вещество. Обикновено използваните сухи масла включват ленено масло, маково масло, орехово масло и масло от шафран. Изборът на масло придава на маслената боя редица свойства, като например времето за пожълтяване и изсъхване. Някои от разликите, в зависимост от маслото, също се виждат в блясъка на боите. Един художник може да използва няколко различни масла в една и съща картина в зависимост от желаните пигменти и ефекти. Самите бои също развиват определена консистенция в зависимост от средата. Маслото може да бъде варено със смола, като борова смола или ливан, за да се създаде лак с добра покривност и блясък.
Въпреки че маслената боя е използвана за пръв път за будистки рисунки на индийски и китайски художници в Западен Афганистан някъде между петия и десетия век, тя не печели популярност до 15 век. Използването ѝ се разпространява към Европа през Средновековието. Маслената боя в крайна сметка се превръща в основна средство, използвано за създаване на произведения на изкуството като предимства ѝ стават широко известни. Употребата и в Европа започва с раннодерландската живопис в Северна Европа, а в средата на Ренесанса темперната боя е заменена почти изцяло от маслената живопис в по-голямата част от Европа.
През последните години на 21 век се използва водосмесима маслена боя. Водоразтворимите бои са с или без добавен емулгатор, което им позволява да се разреждат с вода, вместо с разредител. И по този начин изсъхването на маслото става много по-бързо (1-3 дни) в сравнение с обикновената маслена боя (1 -3 седмици) в предишните векове.

## Техники
Традиционните техники започват скициране на предмета върху платното чрез въглен или разредена боя. Маслената боя обикновено се смесва с ленено масло, минерални спиртни напитки или с други разтворители, които правят боята по-тънка, по-бързо или бавно съхнеща. (Тъй като тези разтворители разтварят маслото в боята, те могат да се използват и за почистване на четките за рисуване.) Основното правило при рисуването с масло е „мазно върху сухо“, което означава, че всеки допълнителен слой боя трябва да съдържа повече масло от слоя отдолу, за да позволи правилното му изсъхване. Ако всеки допълнителен слой боя съдържа по-малко масло, картината ще се нацепи и обели. Това правило не гарантира дълготрайност. Това зависи от наличието на високо качество и вид на маслената боя, което води до силен и дълготраен слой. Има много други средства, които могат да се използват с маслото, включително студен восък, различни смоли и лакове. Тези допълнителни средства могат да помогнат на художника да регулира прозрачността, блясъка, плътността на боята както способността на боята да се задържи или да потъне върху четката.
Маслената боя се нанася върху повърхността на картината с помощта на четки, а и с палетни ножове и с парчета текстил. Маслената боя остава много по-дълго време мокра, което позволява на художника да промени цвета, текстурата и формата на фигурата. Художникът също така дори може да премахне цял слой боя и да започне наново. Това може да се направи с парцал и терпентин за известно време, докато боята е влажна, но след известно време втвърденият слой трябва да бъде остърган. Маслената боя се изсушава чрез окисляване, а не изпаряване и обикновено е суха на пипане в продължение на две седмици (някои цветове изсъхват в рамките на дни). Обикновено е достатъчно суха, за да бъде лакирана в продължение на шест месеца до една година.

## История
Историята на температа (пигмент, смесен с яйчен жълтък) и свързаните с нея бои в Европа разказва, че маслената живопис е открита самостоятелно първо в Афганистан и след това в Европа. Намерените щитове, които се използвали в турнири и за декорации ставали по-издръжливи, когато били декорирани с маслени бои, вместо с темпера.
Според повечето ренесансови източници и по-специално Вазари, отдават изобретяването на маслената боя върху дървена основа на северноевропейските художници от 15 век и по-специално на Ян ван Ейк. Освен това Презвитер Теофил също дава ясни указания за рисуване с маслени бои в своя трактат „On Various Arts“, написан през 1125 г. В този период маслото се използвало за скулптури, дърворезби и дървообработващи елементи. Ранната нидерландска живопис с художници като Ван Ейк и Робърт Кампин през 15 век е първата, която прави маслената боя традиция и открива използването на различни слоеве и глазури, следвана от Северна Европа и по-късно от Италия.
Ранните рисунки с маслена боя се нанасяли върху дърво, но в края на 15 век платното (канава, опъната в дървена рамка) става популярна основа, тъй като е по-евтино, по-лесно за пренасяне, позволява по-мащабни картини и не изисква сложни предварителни слоеве gesso – вид мазилка). Във Венеция платното става достъпно, което играе основна роля към смяната на дървената основа с платно. Малки кабинетни картини са направени върху метални и най-вече медни плочи. Тези основи са по-скъпи, но много твърди, което позволило нанасянето на сложни детайли по тях. Често печатните плочи от печатаните машини били използвани след бракуването на плочите за основа. Популярността на маслената боя се разпространила през Италия от север, започвайки във Венеция в края на 15 век. До 1540 г. предишният метод за рисуване с темпера е изчезнал, въпреки че италианците продължават да използват варовикови мазилки за фрески, които обаче са по-малотрайни и устойчиви в северноевропейските климатични условия.